# Conchapelopia pilicaudatus
Conchapelopia pilicaudatus är en tvåvingeart som först beskrevs av Walley 1925.  Conchapelopia pilicaudatus ingår i släktet Conchapelopia och familjen fjädermyggor. Inga underarter finns listade i Catalogue of Life.